# 騰波ノ江村
騰波ノ江村（とばのえむら）は、茨城県真壁郡にかつて存在した村である。

## 地理
- 現在の下妻市の北部に位置する。
- 村は小貝川の西岸に位置する。

## 歴史

### 村名の由来
古くこの地に小貝川が堰き止められた騰波の江（鳥羽の淡海）があったことによる。筑波島はこの湖沼中の島であった。

### 村域の変遷
- 1889年（明治22年）4月1日 - 町村制施行により、若柳村、上新田村、数須村、中新田村、下新田村、忠左衛門新田、筑波島村が合併して真壁郡騰波ノ江村発足。
- 1954年（昭和29年）4月1日 - 下妻町に編入。同日騰波ノ江村廃止。

変遷表
| 1868年 以前 | 1868年 以前  | 明治22年 4月1日 | 昭和29年      | 昭和29年 | 現在   |
| 1868年 以前 | 1868年 以前  | 明治22年 4月1日 | 4月1日        | 6月1日   | 現在   |
| ----------- | ------------ | --------------- | ------------- | -------- | ------ |
|             | 忠左衛門新田 | 騰波ノ江村      | 下妻町 に編入 | 市制     | 下妻市 |
|             | 若柳村       | 騰波ノ江村      | 下妻町 に編入 | 市制     | 下妻市 |
|             | 上新田村     | 騰波ノ江村      | 下妻町 に編入 | 市制     | 下妻市 |
|             | 数須村       | 騰波ノ江村      | 下妻町 に編入 | 市制     | 下妻市 |
|             | 中新田村     | 騰波ノ江村      | 下妻町 に編入 | 市制     | 下妻市 |
|             | 下新田村     | 騰波ノ江村      | 下妻町 に編入 | 市制     | 下妻市 |
|             | 筑波島村     | 騰波ノ江村      | 下妻町 に編入 | 市制     | 下妻市 |

## 大字
- 忠左衛門新田（ちゅうざえもんしんでん）
- 若柳（わかやなぎ）
- 上新田（かみしんでん）
- 数須（かずす）
- 中新田（なかしんでん）
- 下新田（しもしんでん）
- 筑波島（ちくわしま）

## 人口・世帯

### 人口
総数 [単位： 人]
| 1891年（明治24年） | 2,050 |
| 1920年（大正 9年） | 2,551 |
| 1935年（昭和10年） | 2,636 |
| 1950年（昭和25年） | 3,303 |

### 世帯
総数 [単位： 世帯]
| 1920年（大正 9年） | 432 |
| 1935年（昭和10年） | 445 |
| 1950年（昭和25年） | 540 |

## 交通

### 鉄道
- 常総筑波鉄道（ → 関東鉄道）
  - ■ 常総線
    - 騰波ノ江駅